# HMS Liddesdale (L100)
Le HMS Liddesdale est un destroyer de classe Hunt de type I de la Royal Navy, qui participa aux opérations navales contre la Kriegsmarine (marine Allemande) pendant la seconde Guerre mondiale.

## Construction
Le Liddesdale est commandé le 4 septembre 1939 dans le cadre de programmation de 1939 pour le chantier naval de Vickers Armstrong à Newcastle-on-Tyne en Angleterre. La pose de la quille est effectuée le 20 novembre 1939, le Liddesdale est lancé le 19 août 1940 et mis en service le 28 février 1941.
Il est parrainé par la communauté civile de Nelson dans le Lancashire, dans le cadre de la Warship Week (semaine des navires de guerre) en mars 1942.
Le Liddesdale fait partie d'un lot de trois destroyers de classe Hunt qui étaient destinés à être de type II, mais ont été en fait complétés suivant la conception du type I. Ils doivent résoudre une pénurie de destroyers, notamment pour les tâches d’escorte. Ils doivent combiner le lourd armement anti-aérien des sloops de la classe Bittern avec une vitesse de 29 noeuds pour une liaison plus rapide avec la flotte.

## Histoire

### Seconde Guerre mondiale

#### 1941-1942
Après avoir terminé l'équipement à Scapa Flow, le Liddesdale a rejoint la Rosyth Escort Force pour servir d'escorte de convoi dans la zone de transport de la mer du Nord et de l'Ouest jusqu'en mars 1942. Le 15 avril, 1942, elle rejoint les destroyers Badsworth (L03), Lancaster (G05), Georgetown (I40), St. Mary's (I12), Boadicea (H65), Volunteer (D71) et Salisbury (I52) ont participé à l'escorte du convoi WS18 sur la traversée de la Western Transport Area lors de leur voyage en Égypte et en Inde; le Liddesdale ainsi que les Badsworth, Georgetown, Lancaster et St Mary se sont séparés du convoi WS18 quatre jours plus tard. Il a continué son service d'escorte de transport depuis la base de Rosyth,.
En août, le Liddesdale est endommagé par une collision et réparé. Il poursuit son service d'escorte en septembre jusqu'à ce qu'il soit envoyé pour soutenir l'opération Torch, les débarquements alliés en Afrique du Nord. Elle a escorté un convoi à Gibraltar en octobre, mais n'a pas été directement impliquée dans les débarquements, et est revenue à Rosyth en novembre pour reprendre le service d'escorte.

#### 1943
Le 16 avril, le Liddesdale rejoint le croiseur léger de Newcastle (C76), les destroyers Venomous (G98) et Rapid (H32), lesWellington (U65) et Weston (L72), navires de coupe. Gorleston (Y92) et Totland (Y88) et la frégate Exe (K92) et Ness (K219) ont escorté le train WS29 à Gibraltar, détaché du train le 20 avril, puis rejoint Gibraltar. Destroyer 56 pour escorte et patrouille,.
En juin, le Liddesdale a été affecté à l'opération Husky, le débarquement allié en Sicile, en Italie. Il a affecté avec une escorte T dans le cadre de la Eastern Support Force, qui comprenait les croiseurs Newfoundland (59), Uganda (66), Orion (85), Mauritius (80), Carlisle (D67) et Colombo (D89), et est parti à Bizerte, en Tunisie, le 7 juillet pour escorter le convoi KMS18. Il est détaché du KMS18 deux jours plus tard pour retourner à Tunis et, le 10 juillet, il continue d'escorter un convoi pour soutenir le débarquement,.
Après avoir terminé l'opération, le Liddesdale a repris le rôle d'escorte de transport et, en septembre, a été transféré à l'escorte 46 à Alger pour préparer l'opération Avalanche, le prochain débarquement allié à Salerne en Italie. Il est accompagné les destroyers Cleveland (L46), Holcombe (L56), Atherstone (L05), Farndale (L70), Calpe (L71), Haydon (L75) et les destroyers polonais ORP Krakowiak et ORP Ślązak pour rejoindre l'escorte de la Support Carrier Force (Task Force 88) et, le 9 septembre, rejoindre les ménages des croiseurs légers Euryalus (42), Scylla (98) et Charybdis (88) escorter le porte-avions léger Unicorn (I72) et les porte-avions d'escorte Battler (D18), Attacker (D02), Hunter (D80) et Stalker (D91) à l'appui de l'assaut amphibie de Salerne.
Après avoir été séparée de la Force opérationnelle 88, le Liddesdale reprend ses fonctions de patrouille et d'escorte avec le destroyer jusqu'en novembre, date à laquelle il est transféré à Malte et affecté avec Atherstone, Calpe, Catterick (L81), Cleveland, Haydon, Farndale, ORP Krakowiak et ORP Ślązak en tant qu'escortes de patrouille et de transport dans les régions de la Méditerranée centrale et orientale, basées à Malte.

#### 1944
Le 20 mai 1944, le Liddesdale est envoyé avec les destroyers Termagant et Tenacious à la poursuite d'un sous-marin ennemi à la pointe nord-ouest de Spartivento dans la pointe sud de la Sardaigne, qui a attaqué le convoi HA43 escorté par des navires italiens. À son arrivée, le sous-marin allemand U-453 est découvert et attaqué par des charges de profondeur; Le signal sonar du sous-marin ennemi était encore détectable cette nuit-là. Le lendemain matin, le U-453 remonte à la surface et coule par les canons de trois navires britanniques à la position géographique de 38° 13′ N, 16° 36′ E. 50 membres d'équipage de sous-marins ont été tués au cours de la bataille avec le navire; 34 survivants ont été faits prisonniers et emmenés à Palerme,,.
En août, le Liddesdale est envoyé rejoindre l'opération Dragoon, le débarquement allié dans le sud de la France. Il déménage à Naples pour rejoindre la force opérationnelle amphibie, qui est temporairement placée sous le commandement de la marine américaine, et rejoint les dragueurs de mines américains USS Sway (AM-120) et USS Symbol (AM-123) pour escorter le convoi SM1A jusqu'à la zone de débarquement de Delta. Les convois sont partis le 12 août dans le cadre des convois SM1, SM1A et SM1B, qui comprennent également le navire de commandement américain Biscayne (AVP-11), les remorqueurs américains Narragansett (AT-88) et Pinto (AT-90), le navire amphibie britannique RFA Ennerdale (A173), LST 13, un pétrolier et 23 barges de débarquements LST.
Lorsque l'opération Dragoon prend fin en septembre, le Liddesdale revient au commandement de la Royal Navy et est transféré à la Force navale de la mer Égée, basée à Alexandrie, en Égypte. Le 24 septembre, il escorte les destroyers Brecon (L76), Calpe (L71), Catterick (L81), Cleveland (L46), Zetland (L59) et les destroyers grecs Pindos (L65), Kanaris (L53) et Miaoulis (L91) pour soutenir la reconquête d'îles dans les eaux égéennes et sur le continent grec lui-même. La force est soutenue à distance par les croiseurs légers Orion (85), Ajax (22), Royalist (89), Black Prince (81), Argonaut (61), Aurora (12) et Colombo (D89). , ainsi que le soutien aérien des porte-avions d'escorte Hunter (D80), Stalker (D91), Emperor (D98), Attacker (D02), Searcher (D40), Pursuer (D73) et Khedive (D62).
Le Liddesdale a utilisé ses pièces d'artillerie en appui des raids et des patrouilles pour empêcher les navires ennemis de se retirer sur le continent. Le 28 septembre, alors que Brecon et le Zetland attaquaient le navire ennemi à Karpathos, il est touché par trois batteries côtières ennemies dans la baie de Pegadia et endommagé. Le navire a dû se retirer à Malte pour des réparations avant de retourner dans les eaux de la mer Égée le 15 octobre. Il y poursuit ses opérations militaires jusqu'en décembre, date à laquelle il est transféré à Malte pour rejoindre les navires sœurs Exmoor (L08),  Catterick , Ledbury (L90), Tetcott (L99), Chiddingfold (L31) et Wheatland (L122) pour soutenir les patrouilles et les convois d'escorte.

#### 1945
Le 2 mars, le Liddesdale soutient le débarquement sur l'île de Tilos, dans les îles du Dodécanèse, en mer Égée.

### Après guerre
Après la fin de la guerre, le HMS Liddesdale poursuit son déploiement avec la flottille sur les tâches de la flotte, y compris le soutien des forces alliées occupantes à Trieste et des patrouilles pour intercepter le trafic d'immigrants illégaux vers la Palestine à la suite de la formation d'Israël jusqu'à sa nomination au statut de réserve au Royaume-Uni.
Il est désarmé à Chatham, puis mis au statut de Réserve et entre dans la Flotte de Réserve à Chatham le 11 décembre 1945. Le navire est transféré de la Flotte de Réserve à Harwich en 1947.
En 1948, en raison du mauvais état de sa coque, il est inscrit sur la liste des destructions. Vendu à BISCO le 1er octobre 1948 pour démolition par JJ King plus tard dans le mois, le navire est remorqué jusqu'au chantier du démolition à Gateshead.

### Honneurs de bataille
- Mer du Nord 1941-45
- Afrique du Nord 1942
- Atlantique 1942
- Sicile 1943
- Salerne 1943
- Sud de la France 1944
- Mer Égée 1944
- Méditerranée 1944